# Sul tsin iare
«სულ წინ იარე (Sul tsin iare)» (с груз. — «Иди только вперед») — песня в исполнении грузинского певица Ото Немсадзе, представлявший Грузию на «Евровидении-2019» в Тель-Авиве.
В апреле 2019 года был выпущен официальный клип песни. Режиссёром клипа стал Георгий Эбралидзе, и был снят в ряде мест Грузии, включая село Мальтаква, мост через реку Ингури и Тбилиси, а также в нём приняли участие певцы ансамбля Шавнабада.

## Евровидение
Ото Немсадзе с песней был выбран как представитель Грузии на конкурсе песни Евровидение 2019, после того, как он победил в «Georgian Idol», который использовался в качестве национального отбора Грузии, который выбрал запись Грузии на конкурс песни Евровидение. Грузия выступила в первом полуфинале под номером 11, который состоялся 14 мая 2019 года. Однако песня не смогла выйти в финал.